# Kostadin Stojanow
Kostadin Stojanow Stojanow (bułg. Костадин Стоянов Стоянов, ur. 2 maja 1986 w Burgasie) – piłkarz bułgarski grający na pozycji środkowego obrońcy. Od 2016 roku jest zawodnikiem klubu Botew Płowdiw.

## Kariera klubowa
Karierę piłkarską Stojanow rozpoczynał w klubie Czernomorec Burgas. W 2004 roku awansował do kadry pierwszej drużyny i w sezonie 2004/2005 zadebiutował w jego barwach w drugiej lidze bułgarskiej. W 2005 roku spadł z Czernomorcem do trzeciej ligi, a następnie odszedł do drugoligowego Zagorca Nowa Zagora. Grał w nim przez 2 lata. W 2007 roku został zawodnikiem klubu OFK Sliwen 2000. W 2008 roku awansował z nim z drugiej do pierwszej ligi.
W 2009 roku Stojanow przeszedł do CSKA Sofia. W CSKA zadebiutował 9 sierpnia 2009 w zwycięskim 5:0 wyjazdowym meczu z Łokomotiwem Płowdiw. W sezonie 2009/2010 wywalczył z CSKA wicemistrzostwo Bułgarii, a w sezonie 2010/2011 zdobył Puchar Bułgarii.
W 2013 roku Stojanow przeszedł do Beroe Stara Zagora. W sezonie 2015/2016 był zawodnikiem Wereji Stara Zagora, a latem 2016 trafił do Botewu Płowdiw.
| Sezon   | Klub                | Kraj     | Rozgrywki | Mecze | Bramki |
| ------- | ------------------- | -------- | --------- | ----- | ------ |
| 2004/05 | Czernomorec Burgas  | Bułgaria | II. liga  | 5     | 0      |
| 2005/06 | Zagorec Nowa Zagora | Bułgaria | II. liga  | ?     | ?      |
| 2006/07 | Zagorec Nowa Zagora | Bułgaria | II. liga  | ?     | ?      |
| 2007/08 | OFK Sliwen 2000     | Bułgaria | II. liga  | 23    | 2      |
| 2008/09 | OFK Sliwen 2000     | Bułgaria | A PFG     | 25    | 0      |
| 2009/10 | CSKA Sofia          | Bułgaria | A PFG     | 24    | 1      |
| 2010/11 | CSKA Sofia          | Bułgaria | A PFG     | 17    | 1      |
| 2011/12 | CSKA Sofia          | Bułgaria | A PFG     | 16    | 0      |
| 2012/13 | CSKA Sofia          | Bułgaria | A PFG     | 9     | 0      |
| 2013/14 | Beroe Stara Zagora  | Bułgaria | A PFG     | 3     | 0      |
| 2015/16 | Wereja Stara Zagora | Bułgaria | B PFG     | 0     | 0      |
| 2016/17 | Botew Płowdiw       | Bułgaria | A PFG     |       |        |

## Kariera reprezentacyjna
W reprezentacji Bułgarii Stojanow zadebiutował 10 października 2009 roku w przegranym 1:4 meczu eliminacji do MŚ 2010 z Cyprem.